# Rudolf Pelikán
Rudolf Pelikán (* 10. března 1951) je bývalý československý fotbalový brankář.

## Fotbalová kariéra
V československé lize hrál za Zbrojovku Brno. O post brankářské jedničky bojoval s Viliamem Padúchem a Ľubomírem Páleníkem. V nejvyšší soutěži nastoupil celkem ve 13 utkáních. Dále hrál divizi za Modetu Jihlava. Na sklonku kariéry působil v Líšni.

## Ligová bilance
| Ročník                                   | Zápasy | Góly | Klub           |
| ---------------------------------------- | ------ | ---- | -------------- |
| 1. československá fotbalová liga 1971/72 | 5      | 0    | Zbrojovka Brno |
| 1. československá fotbalová liga 1973/74 | 8      | 0    | Zbrojovka Brno |
| LIGA CELKEM                              | 13     | 0    |                |